# Ecsenius bimaculatus
Blennie à deux taches
Espèce
Statut de conservation UICN

 LC  : Préoccupation mineure
Ecsenius bimaculatus, communément nommée Blennie à deux taches, est une espèce de poissons marins de la famille des Blenniidae.
La blennie à deux taches est présente dans les eaux tropicales de l'océan Pacifique occidental, soit des Philippines aux côtes voisines du Nord-Est de Bornéo correspondant à la province malaise de Sabah.
Comme son nom vernaculaire l'indique clairement, cette blennie possède deux taches sombres distinctives qui sont situées sur les flancs de l'animal juste en arrière de la nageoire pectorale dans l'axe médian.
Sa taille maximale est de 5 cm.